# Прихожай, Владимир Иванович
Владимир Иванович Прихожай (род. 30 ноября 1954; Глинск, Сумская область, Украинская ССР) — композитор, пианист, аранжировщик, педагог. Заслуженный деятель искусств Украины.
Начинал музыкальную карьеру в качестве пианиста ВИА «Мріяни» Житомирской филармонии, под управлением Н. Бондаренко. С 1981 по 1990 годы являлся музыкальным руководителем Сумского варьете. С 1990 по 1991 годы преподавал в Сумском музыкальном училище, вёл джазово-эстрадный факультатив. С 1992 года работал в Сумском театре юного зрителя, а также руководил эстрадным ансамблем.
В 1991 году закончил Харьковскую академию культуры, эстрадное отделение.
Участник, дипломант и лауреат советских и джазовых фестивалей начиная с 1986 года. Принимал участие в фестивалях в Чебоксарах, Харькове, Сумах, Киеве.
Автор музыки к многочисленным театральным спектаклям, а также музыки к кинофильмам.